# Coup d'État de 1954 au Guatemala
Le coup d'État au Guatemala en 1954 est le résultat d'une série d'opérations organisées par la CIA en lien avec la United Fruit Company (UFC), en réaction aux réformes agraires du gouvernement du président Jacobo Árbenz Guzmán qui affectaient directement les intérêts de la multinationale américaine – dont Allen Dulles (directeur de la CIA de 1953 à 1961) était actionnaire.
La Révolution guatémaltèque commence en 1944, après un soulèvement populaire qui renverse la dictature militaire de Jorge Ubico Castañeda. Juan José Arévalo est élu président au terme de la première élection démocratique du pays. Il introduit un salaire minimum et le suffrage quasi-universel. Il est remplacé par Arbenz en 1951, qui mène des réformes agraires au bénéfice de paysans sans terres. Dans le même temps, le gouvernement américain voit mal ce processus, alors que la guerre froide bat son plein et que les États-Unis sont dans une logique de containment envers toute menace communiste. Quand Arbenz autorise le parti du travail guatémaltèque, d'obédience communiste, les craintes américaines redoublent. L'UFC, dont les profits ont été réduits par un droit du travail plus favorable aux salariés, mène un intense lobbying pour persuader le gouvernement américain de renverser Arbenz. Finalement, Harry Truman donne son accord à l'opération PBFOrtune contre Arbenz en 1952. Si elle finalement avortée, elle est le prélude à l'opération PBSuccess.
Dwight Eisenhower est élu en 1952 et plaide pour une ligne ferme contre le communisme. En outre, des membres de son administration, dont John Foster Dulles et Allen Dulles, ont de forts liens avec l'UFC. Enfin, le gouvernement américain surestime grandement l'influence communiste parmi les conseillers de Jacobo Árbenz Guzmán. Tous ces éléments conduisent Eisenhower à autoriser l'opération PBSuccess en 1953. La CIA arme et finance une force de 480 hommes, menés par Carlos Castillo Armas.
Avant l'opération, les Américains s'efforcent d'isoler le Guatemala sur la scène internationale. Le 18 juin 1954, Castillo Armas pénètre au Guatemala, soutenu par une intense campagne de guerre psychologique. Une radio diffuse des messages antigouvernementaux, tandis que des bombardements aériens frappent la capitale et qu'un blocus naval est mis en œuvre. Si la petite force d'invasion est facilement repoussée, les effets psychologiques sont plus graves. L'armée guatémaltèque craint une intervention directe des Américains et finit par refuser de se battre. Arbenz tente d'armer des civils pour contenir l'invasion mais doit démissionner le 27 juin. Castillo Armas devient président dix jours plus tard.
Ce coup d'État contre un régime démocratique est vivement critiqué à l'international, contribuant au sentiment anti-américain en Amérique latine. La CIA tente de justifier son intervention avec l'opération PBHistory, qui doit mettre en évidence l'ingérence soviétique au Guatemala, sans succès. Castillo Armas devient rapidement un dictateur et bannit toute opposition, réprimant ses opposants et revenant sur les réformes sociales de ses prédécesseurs. C'est le début de quatre décennies de guerre civile, avec l'intervention de guérillas marxistes contre un gouvernement de plus en plus autoritaire, notamment contre les Mayas.

## Histoire

### Causes
Depuis l'énonciation de la doctrine Monroe en 1823, les États-Unis n'hésitent pas à s'ingérer dans les affaires latino-américaines, pour y maintenir une stabilité et un ordre favorables à leurs intérêts. Selon Mark Gilderhus, cette doctrine exprime aussi un certain mépris pour les États d'Amérique latine, perçus comme incapables de se gérer correctement. Au fur et à mesure du retrait des puissances européennes de la région, les Américains interviennent de plus en plus. En 1895, Grover Cleveland exprime une vision plus radicale, estimant que les États-Unis sont les souverains de facto du continent.
Après la guerre hispano-américaine de 1898, cette interprétation agressive justifie une présence militaire accrue en Amérique centrale et dans les Caraïbes, à l'image du traité signé avec Cuba. Le président Theodore Roosevelt estime que les Américains doivent bénéficier au premier chef des ressources de la région, justifiant l'intervention armée au Nicaragua entre 1912 et 1933 et à Haïti entre 1915 et 1934. Au Guatemala, la présence américaine est moins directe car les dictateurs parviennent à se concilier les faveurs de Washington, qui les récompense d'un soutien sans faille. Le Guatemala devient alors l'exemple type de la république bananière, avec une économie largement contrôlée par les Américains. En 1954, c'est toujours la philosophie de la doctrine Monroe qui préside dans le choix de l'intervention américaine.
Au XIXe siècle, une hausse de la demande mondiale de café a un impact direct sur l'économie guatémaltèque. Le gouvernement fait plusieurs concessions aux propriétaires de plantations de caféiers, avec des dépossessions aux dépens de propriétés indigènes et une autorisation donnée aux grands producteurs de cafés d'acheter des terres amérindiennes. Le président Manuel Estrada Cabrera (1898-1920) octroie d'importants privilèges aux sociétés américaines, dont l'UFC. Créée en 1899 par la fusion de deux grandes compagnies, elle détient d'importantes propriétés foncières en Amérique centrale et contrôle les chemins de fer, les ports et les systèmes de communication. En 1900, elle est la principale exportatrice de bananes dans le monde, avec un monopole sur cette production au Guatemala. Le journaliste William Bull décrit l'UFC comme un véritable État dans l'État et le gouvernement américain s'implique directement dans les affaires guatémaltèques sous Cabrera, n'hésitant pas à lui dicter sa politique budgétaire, au bénéfice des compagnies américaines qui jouissent de droits exclusifs. Quand Cabrera est renversé, une force américaine est envoyée dans le pays pour s'assurer que sa succession ne se fait pas aux dépens des intérêts de Washington.
Craignant une révolte populaire du fait de la grande Dépression, les riches propriétaires terriens du pays se tournent vers Jorgé Ubico, qui remporte l'élection de 1931,. Son régime devient l'un des plus répressifs de la région. S'il abolit la servitude pour dettes, il la remplace par une loi sur le vagabondage qui oblige toute personne ne possédant aucune terre et en âge de travailler à réaliser un minimum de cent jours de travail forcé chaque année. Il autorise les propriétaires terriens à prendre toutes les actions qu'ils souhaiteraient contre leurs employés, y compris les exécutions. Admirateur des dirigeants fascistes, Ubico reste un allié des Américains, par intérêt. Il reçoit ainsi d'importantes subventions, tandis qu'il réprime dans le sang la moindre révolte paysanne.
En 1930, l'UFC est le plus important propriétaire terrien du pays, ainsi que le principal employeur. Ubico lui concède un nouveau contrat, très favorable, incluant la propriété de 200 000 hectares de terres publiques, une exemption fiscale et la garantie qu'aucune autre société ne jouisse d'un contrat équivalent. Ubico demande seulement que le salaire minimum soit fixé à cinquante centimes par jour, instaurant ainsi une norme de fait.
La répression d'Ubico finit par lui aliéner une grande partie de la population, menée par les étudiants et la classe moyenne en 1944. Ubico est contraint de fuir, abandonnant le pouvoir à une junte de trois personnes qui tente de poursuivre sa politique, jusqu'à être renversée en octobre. Les révolutionnaires veulent construire une démocratie libérale, en commençant par l'organisation d'élections libres. C'est le philosophe conservateur Juan José Arévalo qui devient président. Son administration élabore un code du travail plus favorable aux travailleurs, construit des centres médicaux et augmente le budget de l'éducation. Arévalo met aussi en œuvre un salaire minimum et crée des fermes d'État pour employer des paysans sans terre. Néanmoins, son libéralisme a des limites et il prohibe le parti du travail communiste, ainsi que les syndicats installés dans les entreprises de moins de cinq cents salariés. Toutefois, en 1947, les syndicats ont acquis suffisamment de pouvoir pour pousser en faveur d'un nouveau code du travail, rendant illégal les discriminations sur le lieu de travail et obligeant au respect de normes de santé et de sécurité. En revanche, Arévalo refuse de mener une réforme agraire qui bouleverserait les rapports de force dans le pays.
En dépit de son anticommunisme, Arévalo s'aliène le gouvernement américain, qui s'inquiète de l'influence soviétique. Les communistes guatémaltèques gagnent en influence car leurs leaders sont libérés de prison tandis que le syndicat des enseignants grandit. En outre, Arévalo soutient la Légion des Caraïbes, un mouvement d'exilés progressistes, voire révolutionnaires, incluant notamment Fidel Castro et qui contestent l'hégémonie américaine. Cependant, le président guatémaltèque fait face à une vive opposition et survit à 25 tentatives de renversement, en particulier celle de Francisco Arana en 1949, qui donne lieu à des échanges de tirs. Au sein de l'armée, les factions les plus conservatrices sont hostiles à Arévalo, de même que le clergé catholique.
Les élections libres de 1950 sont remportées par Arbenz et représente la première transition démocratique du pays. Le nouveau chef de l'État a des liens importants avec des communistes et il légalise leur parti assez vite. Certains participent même à sa politique. Néanmoins, Arbenz n'a pour but de rattacher son pays au bloc communiste et il choisit la voie d'un capitalisme modéré. Il se lance dans une importante réforme agraire, dont il conçoit les grandes lignes et s'appuyant sur des économistes d'Amérique latine. Son objectif est de transférer les terres non cultivées des riches propriétaires vers des paysans pauvres, qui seraient en mesure de les exploiter.
Cette réforme prend le nom de décret 900 et mène à l'expropriation de toutes les terres non cultivées d'une superficie supérieure à 272 hectares. Le gouvernement prévoit un mécanisme de compensation, sur la base des déclarations de revenus fonciers de 1952. Sur les plus de 350 000 propriétaires terriens du pays, seuls 1 710 sont concernés et la loi est rapidement mise en œuvre, avec des saisies parfois arbitraires et des faits de violence.
En juin 1954, 570 000 hectares de terres ont été redistribuées et près de 500 000 personnes en ont bénéficié. Dans l'ensemble, l'agriculture nationale connaît une légère hausse de sa productivité et de sa superficie de terres cultivées. De même, l'achat de matériels agricoles est en hausse. Le bilan est donc plutôt positif pour la population, avec une hausse du niveau de vie, en particulier chez les indigènes.[réf. souhaitée]

## Prélude
En 1950, les profits annuels de l'UFC s'élèvent à 65 millions de dollars, soit deux fois ceux du Guatemala. Elle est de loin le principal propriétaire terrien du pays et détient de fait Puerto Barrios, seul port du pays sur la façade atlantique. Du fait de ses liens étroits avec Ubico, l'UFC est vite mal perçue par les tenants de la révolution. En outre, l'entreprise se caractérise par sa discrimination envers les indigènes. En outre, les réformes d'Arévalo touchent frontalement l'UFC, puisque le nouveau code du travail permet aux salariés de faire grève si leurs demandes de hausses de salaires et de sécurité de l'emploi ne sont pas satisfaites. L'UFC ne tarde pas à se juger visée et refuse systématiquement de négocier avec les grévistes, même si elle ne respecte pas les nouvelles règles. Enfin, le décret 900 a un impact fort, puisque 15 % des propriétés de l'UFC ne sont pas cultivées.
L'UFC réagit par un lobbying intense auprès des autorités américaines. Plusieurs membres du Congrès s'attaquent au gouvernement guatémaltèque, qui répond que l'entreprise est le principal obstacle au progrès dans le pays. C'est une vision alors largement partagée, que le pays est aux mains d'intérêts étrangers qui l'exploitent sans vergogne et sans se soucier des conséquences pour la population locale. En 1953, 81 000 hectares sont expropriées par le gouvernement, non sans une proposition de compensation à hauteur de 7,39 dollars par hectare, soit le double du prix d'achat. D'autres expropriations interviennent par la suite, pour atteindre 160 000 hectares, avec une compensation d'une valeur équivalente à l'évaluation qu'en a fait l'UFC sur un plan fiscal. Cependant, comme elle a grandement sous-estimé la valeur réelle de ses domaines, elle tire un fort mécontentement de la proposition gouvernementale et fait de plus en plus pression sur John Foster Dulles, secrétaire d'État américain.
Parallèlement, l'UFC lance une campagne de dénigrement contre le gouvernement. Pour cela, elle embauche Edward Bernays, qui monte une opération de désinformation, faisant de l'UFC la victime d'un régime communiste. Avec l'élection d'Eisenhower, l'effort redouble. Une enquête est menée pour discréditée les réformes gouvernementales, produisant un rapport à charge de plus de 200 pages, avec un impact significatif au Congrès, en dépit de ses nombreuses faiblesses. Au total, l'UFC dépense un demi million de dollars pour convaincre des juristes et, plus largement, l'opinion publique, de mettre à bas le gouvernement d'Arbenz.

### Opération PBFortune
Alors que la guerre froide entre en scène, le gouvernement du Guatemala multiplies les frictions avec le gouvernement américain. Ce dernier se montre de plus en plus méfiant envers les visées de la révolution guatémaltèque, assimilée à du communisme. Le soutien d'Arévalo envers la légion caribéenne n'arrange pas les choses car les Américains perçoivent cette organisation comme un véhicule du communisme. L'administration Truman tente de mettre une pression économique sur le pays, refusant de lui vendre des armes et, au-delà, établissant un blocus sur les ventes d'armes en 1951.
L'élection d'Arbenz accroît les tensions, surtout à la suite de la promulgation du décret 900. En avril 1952, Anastasio Somoza Garcia, dictateur du Nicaragua, se rend aux États-Unis et délivre plusieurs discours louant la puissance américaine. Il affirme notamment que si les Américains lui en donnaient les moyens, il nettoierait le Guatemala. Si Truman n'accorde guère de crédit à cette posture, il n'en charge pas moins la CIA de se pencher sur la question du Guatemala. L'agence de renseignement contacte Carlos Castillo Armas, officier de l'armée locale, en exil depuis 1949 après un coup d'État manqué. Rapidement, elle le finance et lui fournit des armes pour mener une opération contre Arbenz.
L'opération est planifiée en quelques semaines, par la CIA, l'UFC et le soutien de Somoza. Marcos Pérez Jiménez, dirigeant du Venezuela et Rafael Trujillo, dirigeant de la République dominicaine, sont informés et acceptent de participer au financement. L'opération est officiellement approuvée le 9 septembre 1952 mais après plusieurs temps d'élaboration. Ainsi, en janvier 1952, des officiers de la CIA rassemblent une liste de communistes qu'un nouveau gouvernement pourrait avoir envie d'éliminer, dans le cas d'un succès.
La CIA met le plan en action à la fin de l'année 1952. Un navire est affrété par l'UFC et chargé d'armes, sous couvert de transporter du matériel agricole, avant de se diriger vers le Nicaragua. Toutefois, l'opération est rapidement avortée. Selon certaines sources, le département d'État aurait été mis au courant quand un haut fonctionnaire se voit remettre un document à signer. Pour d'autres, c'est Somoza qui aurait été indiscret. Dans tous les cas, Dean Acheson annule l'opération mais la CIA continue de soutenir Castillo Armas, lui payant une rente de 3 000 dollars et lui fournissant les moyens d'entretenir sa troupe,.

### Administration Eisenhower
Au cours de sa campagne, Eisenhower plaide pour un anticommunisme renforcé, allant au-delà du containment pour faire refluer cette menace. Dans une atmosphère marquée par le Maccarthysme, Eisenhower est prêt à faire appel à la CIA pour s'ingérer dans les affaires de gouvernements trop proches du communisme. Si PBFortune a été avortée, la tension avec le Guatemala reste vive, surtout du fait de la légalisation du parti communiste et son incorporation dans la coalition gouvernementale, à l'occasion des élections de janvier 1953. Des articles publiés dans la presse américaine accroissent le sentiment que le communisme gagne en influence dans le pays, à l'image du New York Times qui souligne les convictions communistes de Pablo Neruda, quand il se rend au Guatemala, tout en oubliant de mentionner sa célébrité en tant que poète.
Plusieurs figures de l'administration Eisenhower, dont le secrétaire d'État John Foster Dulles et son frère et directeur de la CIA, Allen Dulles, ont des liens étroits avec l'UFC. Ils ont tous deux longtemps travaillé dans le cabinet d'avocats Sullivan & Cromwell et ont à cette occasion arrangé des contrats pour l'UFC. De même, le sous-secrétaire d'État Walter B. Smith, futur directeur de l'UFC, ainsi que Ann Whitman, assistante du président et épouse du directeur des relations publiques de l'UFC, ont de fortes connexions avec la multinationale. De ce fait, l'administration Eisenhower ne peut que s'orienter vers une montée des tensions avec Arbenz, du fait de la confusion entre les intérêts américains et ceux de l'UFC. Enfin, la réussite de l'opération de destitution du gouvernement démocratiquement élu d'Iran, en 1953, convainc le président de faire de même ailleurs.
Les historiens ont longuement discuté de l'étendue de l'influence de l'UFC dans les événements au Guatemala, ainsi que sur la réalité de la présence communiste,. Certains ont estimé que l'UFC a joué un rôle décisif dans la décision américaine, du fait des liens financiers forts qui l'unit avec des membres éminents de l'administration Eisenhower,,. D'autres estiment que le renversement d'Arbenz va au-delà que la défense des intérêts économiques d'une multinationale,,. La présence effective de personnalités proches du communisme auprès d'Arbenz a conduit le gouvernement de Washington a surestimé l'influence communiste au Guatemala. Pour autant, tant la logique de lutte contre le communisme que de préservation des intérêts de l'UFC reste centrale dans l'explication du coup d'État de 1954.

## Opération PBSuccess

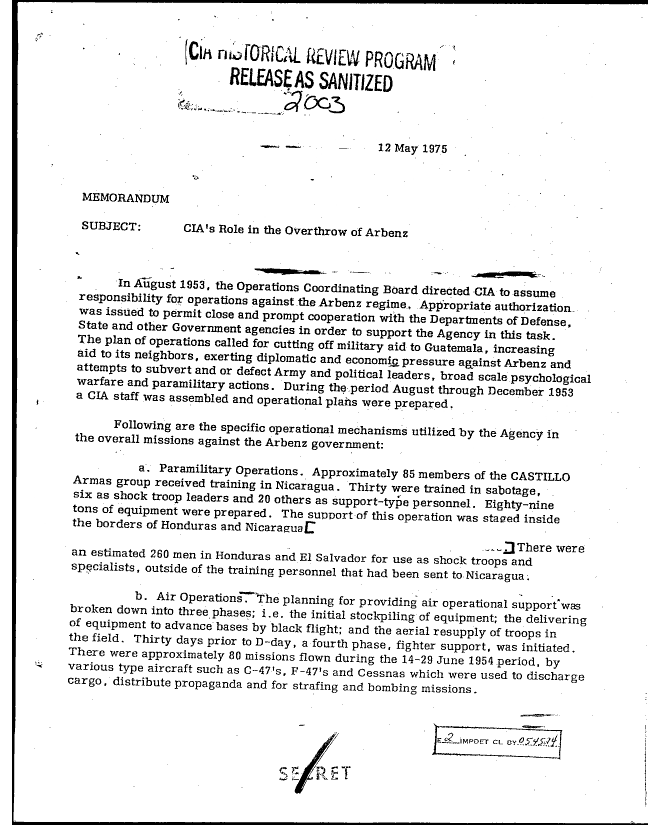
Mémorandum de la CIA décrivant l'opération de destitution d'Arbenz.

La CIA décide de lancer une nouvelle opération contre Arbenz, sous le nom de PBSuccess, autorisée en août 1953. Elle se voit dotée d'un budget de 2,7 millions de dollars pour des actions politiques et de guerre psychologique. En réalité, le budget total avoisine les 5 à 7 millions de dollars, mobilisant près d'une centaine d'agents. En outre, la CIA recrute bon nombre d'exilés guatémaltèques et d'habitants de pays voisins. À nouveau, une liste de personnes à éliminer dans l'entourage d'Arbenz est dressée. C'est à cette occasion que sont créés les premiers manuels d'élimination de la CIA.
Le département d'État est aussi impliqué avec une équipe de diplomates dirigée par John Peurifoy, qui devient ambassadeur au Guatemala en octobre 1953. William Pawley, homme d'affaires et diplomate, fin connaisseur de l'industrie aéronautique, fait partie de cette task force. C'est un militant anticommuniste notoire et il s'est déjà impliqué dans des opérations de la CIA quand il était ambassadeur en Grèce. Avec Peurifoy, les relations avec le gouvernement Arbenz se détériorent mais un rapprochement s'opère avec l'armée locale. Dans un rapport à John Dulles, Peurifoy affirme que si Arbenz n'est pas à ce jour un communiste, il le deviendra certainement dans un avenir proche. Au sein de la CIA, c'est Frank Wisner, directeur adjoint des opérations, qui prend le leadership. Son chef opérationnel est l'ancien colonel de l'US Army Albert Haney. Rapportant directement à Wisner et non à la division latino-américaine de la CIA, cette structuration engendre quelques tensions au sein de l'agence. L'opération en elle-même est élaborée dans un complexe à Opa-locka, en Floride.
L'opération de la CIA est perturbée par une action prématurée lancée le 29 mars 1953. Un raid sans intérêt est mené contre une garnison de l'armée à Salama, dans le département de Baja Verapaz. La force rebelle est aisément écrasée et nombre de ses membres sont faits prisonniers. Plusieurs agents de la CIA sont emprisonnés, affaiblissant le plan PBSuccess. L'agence de renseignement décide de s'appuyer plus sur des exilés guatémaltèques et leurs relais dans le pays. Plusieurs candidats sont étudiés pour mener l'opération, dont Miguel Ydígoras Fuentes, candidat conservateur à l’élection de 1950 mais son rôle sous le régime d'Ubico le discrédite, ainsi que ses origines européennes trop marquées, qui risque de le rendre impopulaire dans un pays à la population largement métissée. Un autre candidat est le producteur de café Juan Córdova Cerna, bref membre du cabinet d'Arévalo avant de devenir conseiller juridique pour l'UFC. La mort de son fils lors d'une manifestation antigouvernementale en 1950 l'a rendu férocement hostile au régime en place et il participe à la tentative de rébellion à SAlama, avant de rejoindre les rangs de Castillo Armas. Si son statut de civil en fait un candidat privilégié par rapport à Castillo Armas, un cancer de la gorge lui est diagnostiqué en 1954, le rendant inapte. C'est donc bien Castillo Armas, en exil depuis 1949, qui doit prendre la tête des opérations.
Castillo Armas se voit doter de suffisamment de moyens pour recruter une petite force de mercenaires parmi les exilés guatémaltèques et la population de pays voisins, sous le nom d'Armée de libération. La CIA établit des camps d'entraînement au Nicaragua et au Honduras et des accords militaires sont conclus avec ces pays. Au total, 1 752 guerilleros sont entraînés, en plus de quelques milliers de miliciens supplétifs. Dans l'ensemble, la CIA ne cherche pas la discrétion et veut fragiliser Arbenz en lui montrant la menace qui plane sur lui. Enfin, l'agence contacte des dirigeants de l'église catholique, qui doivent relayer des messages antigouvernementaux dans leurs sermons.

### Conférence de Caracas
En parallèle de ces préparatifs, Washington lance une série de déclarations contre le gouvernement d'Arbenz, affirmant qu'il constitue une porte d'entrée du communisme. Le département d'État demande à l'organisation des États américains de modifier son ordre du jour pour la conférence interaméricaine, qui doit se tenir à Caracas en mars 1954, en ajoutant le thème de l'ingérence du communisme international dans les républiques américaines, visant largement le Guatemala. Les 29 et 30 janvier, le gouvernement guatémaltèque publie des documents comprenant des informations transmises par un membre de l'équipe de Castillo Armas. Arbenz fait arrêter des partisans de Castillo Armas et affirme qu'un gouvernement du Nord vise à le renverser. Washington nie toute implication et toute la presse américaine suit la ligne officielle, faisant d'Arbenz un partisan du communisme. De même, plusieurs membres du Congrès concluent que les accusations d'Arbenz prouve qu'il a fini par succomber au communisme.
Les pays latino-américains poursuivent deux objectifs : bénéficier de l'aide américaine et éviter le plus possible l'ingérence dans leurs affaires internes. De son côté, Washington veut faire passer une motion condamnant la diffusion du communisme dans l'hémisphère occidental. Guillermo Toriello, ministre des affaires étrangères du Guatemala, critique fortement cette proposition, qu'il voit comme une internationalisation du maccarthysme. Si certains délégués sont d'accord, seul le Guatemala vote finalement contre. C'est donc un succès pour les Américains, même s'il repose surtout sur leur capacité de pression politique et économique.
Depuis 1951, les Américains ont stoppé leurs ventes d'armes au Guatemala et ont négocié des accords bilatéraux avec le Nicaragua et le Honduras. En outre, ils promettent aux militaires guatémaltèques qu'ils bénéficieront de matériels militaires si leur gouvernement est renversé. En 1953, le département d'État renforce l'embargo sur les armes en empêchant Arbenz de se fournir auprès du Canada, de l'Allemagne et de la Rhodésie. En 1954, Arbenz manque cruellement d'armes et décide de passer par la Tchécoslovaquie, ce qui constitue la première pénétration d'armes d'origine communiste sur le continent américain et donc suscite l'inquiétude des Américains. Puerto Barrios est la porte d'entrée de ces livraisons qui commencent à l'arrivée du navire suédois MS Alfhem, parti de Szczecin. Les Américains ne parviennent pas à l'intercepter en dépit d'un blocus naval et ils sont d'autant plus convaincus de mettre leur plan à exécution.
Enfin, les efforts américains sont parvenus à accroître le fossé entre Arbenz et son armée, marquée par une idéologie anticommuniste. Le président guatémaltèque aurait préféré utiliser les armes tchécoslovaques pour équiper une milice d'origine populaire, dans le cas où son armée ferait défection mais l'information de la livraison ayant fuité, Arbenz est contraint de les laisser aux militaires.

### Guerre psychologique
L'armée de Castillo Armas, forte de 480 hommes, est insuffisante pour mettre en déroute les militaires guatémaltèques, même avec le soutien aérien des Américains et la faible motivation des troupes régulières. Le plan de la CIA repose fortement sur la guerre psychologique, qui doit convaincre la population que la victoire des rebelles est inévitable. Cette campagne de propagande commence tôt, avec la publication de centaine d'articles par l'US Information Agency, qui sont ensuite distribués dans tout le continent américain par dizaine de milliers. De même, des vidéos de Guatémaltèques hostiles à Arbenz sont largement diffusées. L'idée est aussi d'inspirer la peur dans le camp adverse, avec des menaces de mort pour les potentiels loyalistes au régime, l'envoi de petits cercueils, de bombes factices ou de nœuds de pendus.
Par ailleurs, Washington décide de renforcer son blocus maritime pour éviter le passage de cargos remplis d'armes. Le 24 mai 1954, elle lance l'opération Hardrock Baker, qui formalise le blocus du pays avec des patrouilles de navires et de sous-marins et le contrôle de tous les navires susceptibles de se rendre au Guatemala, y compris ceux d'alliés comme le Royaume-Uni ou la France. En dépit de cette violation des règles internationales, la plupart des pays ne protestent que formellement. Plus encore, le 26 mai, l'un des avions de Castillo Armas survole la capitale et largue des prospectus qui encouragent la population à se soulever contre le communisme.
La plus importante des armes de propagande utilisée est la radio Voice of Liberation, qui émet à partir du 1er mai 1954, diffusant des messages anticommunistes et incitant ses auditeurs à résister à Arbenz ainsi qu'à soutenir Castillo Armas. La station affirme émettre depuis la jungle du pays, ce que semble croire une partie des auditeurs. En réalité, elle est basée à Miami et ses ondes sont retransmises depuis un relais. Elle émet deux fois par jour des bulletins de deux heures, d'abord avec difficultés puis la CIA fait en sorte que l'ensemble des habitants de Guatemala City puissent la recevoir. Selon les historiens, Voice of Liberation contribue grandement au succès de la CIA, en installant un climat d'insurrection dans le pays. En outre, la radio nationale arrête d'émettre pendant trois semaines, en raison de l'installation d'une nouvelle antenne, ce qui laisse le champ libre à la radio de propagande. Durant toute l'opération, celle-ci continue de diffuser des messages qui glorifient les succès des guerilleros de Castillo Armas, pourtant en difficultés au début, mais contribuant à démoraliser les partisans d'Arbenz.

### Invasion
La force de Castillo Armas est divisée en quatre équipes, d'une taille allant de soixante hommes à 198. Le 15 juin, elles quittent leurs bases au Honduras et au Salvador, pour se positionner dans différentes villes frontalières du Guatemala. La plus importante des équipes doit attaquer le port de Puerto Barrios, tandis que les autres ont pour objectif Esquipulas, Jutiapa et Zacapa, le plus important poste frontière de l'armée. Rapidement, le plan d'invasion fait face à des écueils. La section de soixante hommes est interceptée par la police salvadorienne qui l'emprisonne. À 8h20 le 18 juin, Castillo Armas franchit la frontière. Dix saboteurs l'ont précédé pour détruire les chemins de fer et couper les lignes télégraphiques. Au même moment, des avions survolent un rassemblement pro-gouvernemental dans la capitale. L'US Psychologial Strategy Board préconise le bombardement de la forteresse de Matamoros, au centre de Guatemala City et un F-47 piloté par un mercenaire s'en prend à la ville de Chiquimula. Castillo Armas demande la reddition immédiate d'Arbenz, qui refuse. Un vent de panique souffle sur la capitale, qui s'apaise dès lors que les rebelles se montrent incapables de progresser. Manquant de ravitaillements et de moyens de transports, les hommes de Castillo Armas mettent des jours à atteindre leurs cibles, même si l'un de leurs appareils parvient à détruire un pont le 19 juin.
Quand les rebelles parviennent enfin à leurs objectifs, ils font face à une forte opposition. La section de 122 hommes qui vise Zacapa est interceptée et sévèrement battue par une garnison de seulement trente soldats. Seuls une trentaine de rebelles échappent à la mort ou à la capture. La section attaquant Puerto Barrios est contrée par des policiers et des dockers armés qui les contraignent à rentrer au Honduras. Castillo Armas tente bien de lancer des attaques aériennes sur la capitale qui, si elles causent peu de dégâts, ont un fort impact psychologique en laissant l'impression d'une force d'invasion puissante. Les appareils partent de Managua et ont donc un temps d'autonomie limité au-dessus du Guatemala, utilisant de la dynamite et ou des cocktails Molotov comme bombes, visant les dépôts de munition et toute cible visible.
Tôt dans la matinée du 27 juin, un Lockheed P38M Lightning de la CIA attaque Puerto San José à l'aide de napalm, qui touche un cargo britannique chargé de coton et de café. Ce dommage collatéral coûte un million de dollars de dédommagement à l'agence américaine. Le 22 juin, un autre appareil attaque par erreur la ville hondurienne de San Pedro de Copán mais John Foster Dulles affirme que c'est l'œuvre de l'armée de l'air guatémaltèque. Dans les faits, la plupart de la flottille aérienne de Castillo Armas est détruite par l'armée régulière, ce qui impose aux rebelles de faire appel à la CIA plus directement. Eisenhower accepte de mettre à disposition des appareils supplémentaires, ce qui a un impact décisif sur la suite des événements.

### Réaction guatémaltèque
Le gouvernement d'Arbenz a d'abord comme intention d'armer la population pour repousser l'invasion, en plus de l'armée en tant que telle. Toutefois, les militaires sont réticents à cette option et ont obtenu les livraisons d'armes en provenance de Tchécoslovaquie. De ce fait, Arbenz se repose avant tout sur l'armée, qui a largement les moyens de défaire les rebelles. Si Arbenz est confiant, il craint que les Américains ne s'engagent directement et, s'il renonce à armer les habitants, c'est surtout pour éviter de perdre le soutien de l'armée.
Arbenz demande à son chef d'état-major, Carlos Enrique Díaz de León, de choisir soigneusement ses officiers pour la contre-attaque, en fonction de leur intégrité et de leur loyauté au régime. Lors de la nuit du 19 juin, la plupart des militaires de la capitale ont rejoint Zacapa, renforcés par différents détachements. Si Arbenz vante le succès de sa contre-offensive, il s'interroge sur les possibilités que le Honduras en tire un prétexte pour s'engager militairement, avec le soutien de Washington. Les messages diffusés par Voice of Liberation font aussi craindre l'intervention d'une cinquième colonne et de nombreux paysans demandent des armes pour se défendre. À défaut de les obtenir, ils soutiennent l'effort de guerre en apportant un soutien logistique et en récupérant les armes parachutées à destination des rebelles.
Le gouvernement d'Arbenz tente aussi de réagir diplomatiquement, cherchant le soutien du Salvador et du Mexique. Ce dernier décline toute aide et le gouvernement salvadorien se contente de rapporter la demande à Peurifoy. Arbenz sollicite aussi le conseil de sécurité des Nations unies. Le 18 juin, le délégué du Guatemala demande que des mesures soient prises, pointant la responsabilité du Honduras et du Nicaragua, ainsi que certains monopoles étrangers dont les intérêts auraient été atteints par des politiques progressistes menées par Arbenz. Une réunion d'urgence est convoquée le 29 juin et les débats sont longs et animés. Le Nicaragua et le Honduras nient toute implication, tandis que les Américains rappellent le rôle d'Eisenhower durant la Seconde Guerre mondiale pour prouver que son action a toujours été hostile à l'impérialisme. Seul l'URSS soutient Arbenz, s'opposant à ce que la question soit soumise à l'Organisation des États américains. Le Guatemala continue de presser pour trouver une solution diplomatique, proposant la tenue d'une enquête, ce que soutiennent les Britanniques et les Français mais pas les Américains. Un veto est mis à cette solution le 24 juin, s'accompagnant de critiques de la diplomatie américaine envers ses homologues française et britannique. C'est alors la première fois que de telles divergences de vue s'observent entre les trois pays au sein de l'ONU. Dag Hammarskjöld critique à son tour la position américaine, tandis qu'une mission d'enquête est diligentée par le Comité interaméricain pour la paix. Toutefois, Washington use de son influence pour l'empêcher d'exercer son action avant la fin du coup d'État.

### Démission et conséquences
Si Arbenz est d'abord confiant, surtout après le succès d'une garnison de seulement trente hommes contre 180 rebelles, il fait face rapidement à des difficultés. le 21 juin, des soldats sont rassemblés par le colonel Victor M. Leon, loyal en apparence au gouvernement mais qui précise au président que la contre-attaque doit être reportée pour des raisons logistiques, tout en assurant que la victoire est proche. Cependant, dès le 23 juin, le chef d'état-major de l'armée se rend à Zacapa pour inspecter les troupes et note que le moral est faible avec la crainte d'une intervention américaine. Monzon, secrétaire général du parti communiste, envoie le 25 juin des délégués qui reviennent avec la même conviction. Arbenz est prévenu et il décide de dépêcher lui-même quelqu'un, là encore avec le même résultat. L'armée est démoralisée et inapte à combattre. Plus encore, les officiers font passer le message que le président doit démissionner car la défaite est inévitable tant qu'Arbenz reste au pouvoir, suggérant qu'ils seraient prêts à rejoindre Castillo Armas,.
En parallèle, les raids aériens se multiplient grâce aux renforts américains. Sans grands succès matériels, ils font surtout peser une menace constante et une peur parmi la population. Le 25 juin, Arbenz apprend que Castillo Armas est parvenu à vaincre une garnison à Chiquimula, renforçant la pression sur lui.
La nuit du 25 juin, Arbenz rassemble les principaux chefs de son gouvernement, des partis politiques et des syndicats, en présence du colonel Diaz. Il les informe qu'à Zacapa, l'armée est en train de l'abandonner et que la population civile doit être armée pour protéger le pays. Diaz n'émet pas d'objections et les syndicats promettent de mobiliser des milliers d'hommes. Mais le lendemain, à l'heure du rassemblement, seuls quelques centaines sont présents. La population civile a bien combattu à deux reprises lors de la révolution, en 1944 et en 1949 mais cette fois, elle court le risque de faire face à sa propre armée,. Diaz en profite pour commencer à comploter, avec plusieurs officiers haut placés. Ils informent Peurifoy de leur plan, lui demandant de cesser les hostilités en échange de la démission d'Arbenz. L'ambassadeur promet de négocier une trêve et les conspirateurs se rendent auprès d'Arbenz pour l'informer leurs projets. Acculé et épuisé, Arbenz tente surtout de préserver les acquis de la révolution de 1944 et il accepte de se retirer. Il en informe son cabinet et quitte le palais présidentiel le soir du 27 juin, laissant un discours de départ qui est diffusé rapidement après. Il y indique quitter le pouvoir pour stopper l'invasion en cours, espérant ainsi sauver les acquis de la révolution de 1944. Il se rend ensuite à l'ambassade du Mexique pour obtenir l'asile politique et, deux mois après, bénéficie d'un sauf-conduit pour rejoindre Mexico.
Près de 120 partisans d'Arbenz ou des communistes sont aussi autorisés à quitter le pays. La CIA affirme qu'aucune personne figurant sur les listes d'exécution établies n'a été exécutée. Le 30 juin, elle détruit l'ensemble des documents relatifs à l'opération PBSuccess et, quand une commission d'enquête du Sénat des États-Unis se penche sur les programmes d'éliminations ciblées de la CIA en 1975, elle ne peut rien obtenir concernant le coup d'État de 1954. En revanche, la journaliste Annie Jacobsen a émis des doutes sur l'absence totale d'exécutions. En mai 1997, la CIA indique avoir retrouvé des documents d'époque mais les listes ayant été expurgées, il est impossible d'en tirer des informations fiables.
Immédiatement après le départ d'Arbenz, Diaz annonce à la radio qu'il devient président et qu'il est prêt à combattre Castillo Armas. Il prend la tête d'une junte militaire avec les colonels Elfego Hernán Monzón Aguirre et Jose Angel Sánchez,. Deux jours plus tard, l'ambassadeur Peurifoy annonce à Diaz qu'il doit se retirer car il ne correspond pas aux attentes de la CIA. Il le critique vertement pour avoir laissé Arbenz blâmer les États-Unis dans son discours de départ, tandis qu'un avion largue une bombe sur le principal dépôt de munitions de l'armée, pour intimider le colonel. Peu après, Diaz est renversé par Monzon, plus fiable selon les Américains. En parallèle, les officiers présents à Zacapa ont commencé à négocier avec Castillo Armas et parviennent à un accord, appelé pacte de Las Tunas, le 20 juin. L'armée est placée sous le commandement de Castillo Armas, qui octroie l'amnistie générale. Quelques jours plus tard, l'armée rentre dans ses casernes, démoralisée.
Si Monzon est bien hostile au communisme et réaffirme sa loyauté envers Washington, il refuse de céder le pouvoir. Pour Peurifoy, ce n'est plus à la CIA mais au département d'État de conduire les négociations et le ministère américain demande à Oscar Osorio, leader du Salvador, d'inviter l'ensemble des protagonistes pour des discussions. Elles s'ouvrent le 30 juin, tandis que Peurifoy reste au Guatemala pour éviter de trop forts soupçons d'ingérence américaine. Néanmoins, il doit vite se rendre au Salvador quand une impasse se dessine. Selon John Dulles, le rôle de Peurifoy est de cogner des tetes entre elles. Sans soutien américain, personne ne peut espérer garder le pouvoir, ce qui fait de Peurifoy l'arbitre. Un accord est trouvé au profit d'une junte entre Monzon, Castillo Armas et le lieutenant de ce dernier, Enrique Trinidad Oliva. Le 7 juillet, les deux autres membres de cette junte, les colonels Dubois et Cruz Salazar se retirent, conformément à un accord secret inconnu de Monzon. Ce dernier se retrouve seul et doit donc démissionner, laissant Castillo Armas aux manettes. Les deux colonels démissionnaires reçoivent chacun 100 000 dollars pour prix de leur loyauté aux Américains et le nouveau gouvernement est reconnu par Washington dès le 13 juillet. Toutefois, Castillo Armas doit rapidement faire face à un soulèvement des cadets de l'armée, mécontents de s'être rendus à des rebelles. Il le réprime violemment, avec 29 morts et 91 blessés. Au début du mois d'octobre, une élection est organisée sans opposition et, Castillo Armas étant seul candidat, il reçoit 99 % des suffrages,.

### Réactions et conséquences
Le coup d'État de 1954 est largement critiqué à l'international, y compris par les pays alliés. Le Monde et le Times parlent d'une forme moderne de colonialisme. En Amérique latine, l'opinion est largement hostile à l'intervention américaine et le Guatemala devient un symbole de résistante à l'impérialisme de Washington. Clement Attlee déclare qu'il s'agit d'une véritable agression et, quand Allen Dulles estime que c'est une victoire de la démocratie accomplie par les Guatémaltèques eux-mêmes, un fonctionnaire britannique remarque que l'on croirait entendre Molotov à propos de la Tchécoslovaquie ou Adolf Hitler de l'Autriche. L'ONU, par la voix de son secrétaire général, dénonce une invasion paramilitaire contre un gouvernement démocratiquement élu, qui viole les droits humains de la charte des Nations unies. Kate Doyle, directrice du Mexico Project au sein de la National Security Archives, parle de ce coup d'État comme d'une mise à mort de la démocratie au Guatemala.
En revanche, aux États-Unis, une union sacrée rassemble le parti républicain et le parti démocrate, tous deux favorables à l'hégémonie américaine en Amérique centrale. La doctrine Monroe est alors largement partagée, ce qui suscite une forte opposition en Amérique latine. Ce sentiment anti-américain perdure des décennies durant, s'exprimant notamment par l'accueil hostile envers le vice-président Richard Nixon lors d'une visite sur le continent en 1958. Quant à la CIA, son double succès en Iran et au Guatemala lui confère une aura presque mystique à travers l'Amérique latine, devenant l'instrument de la puissance américaine capable de renverser tout gouvernement s'opposant à elle.
En réalité la CIA n'a pas analysé les vrais ressorts qui ont conduit à la réussite de son opération. Ce qui conduira par voie de conséquence, à s'auto-intoxiquer et surestimer ses véritables compétences et aboutira en retour au désastre de l'opération du débarquement de la baie des Cochons en Avril 1961 mise en place pour déloger le régime castriste de l'Ile de Cuba.

## Suites et postérité
Le coup d'État de 1954 a des conséquences qui vont au-delà du Guatemala. En renversant facilement Arbenz, à la suite de son succès iranien, la CIA en vient à surestimer ses propres capacités, expliquant partiellement l'échec de la baie des cochons à Cuba, quelques années plus tard. Les événements consolident aussi la crainte des Américains face au risque d'une contagion communiste, qui peut être progressive dans le cas du Guatemala, commençant par une révolution progressiste pour déboucher peu à peu sur un régime prétendument communiste. De ce fait, Castillo Armas devient le triomphateur du communisme aux yeux de Washington. Par ailleurs, une autre figure de l'époque, Che Guevara, est indirectement concerné car il est présent dans la capitale lors des événements. Tentant sans succès de combattre aux côtés du gouvernement, il se réfugie dans l'ambassade de l'Argentine, avant de partir pour le Mexique et de prendre part à la révolution cubaine. Son expérience guatémaltèque le convainc de la nécessité d'une lutte armée contre l'impérialisme, contribuant à militariser la révolution cubaine. De même, Fidel Castro peut capitaliser sur l'échec d'Arbenz contre la CIA pour y résister plus efficacement,.
Au sein du Guatemala, Castillo Armas est vite confronté au manque de soutien populaire et il s'échine à liquider toute opposition. Il fait arrêter des milliers d'opposants, qu'il qualifie de communistes et dénonce la constitution de 1945. Véritable dictateur, il fait construire des camps d'internement qui se substituent à des prisons bondées. Sur les conseils d'Allen Dulles, il emprisonne ceux qui essaient de fuir le pays. Il crée aussi le comité national pour la défense contre le communisme, qui détient de vastes pouvoirs d'arrestation, de détention et de déportation. En quelques années, ce comité enquête sur près de 70 000 suspects. Rapidement, une insurrection apparaît, à laquelle le gouvernement répond par la répression. Les arrestations arbitraires deviennent la règle et les procès l'exception, tandis que les exécutions se multiplient, de même que les cas de torture. Les syndicats, organisations paysannes et partis politiques sont interdits, à l'exception du sien, le Mouvement de libération nationale (Movimiento de Liberación Nacional).
La dépendance de Castillo Armas sur le corps des officiers et sur des mercenaires induit une forte corruption. Le gouvernement américain fournit alors une aide très importante, à coups de millions de dollars pour préserver ce régime allié. Castillo Armas remet en cause la réforme agraire d'Arbenz et, si l'UFC ne tire pas de profits particuliers de ce retour en arrière, elle regagne la plupart de ses privilèges antérieurs. Pour autant, empêtrée dans des difficultés financières, elle doit fusionner avec une autre entreprise pour éviter la banqueroute. Concernant l'église, si celle-ci a pu fournir un soutien aux partisans de Castillo Armas, elle est rapidement l'objet de suspicions car certains de ses cadres sont soupçonnés d'avoir une trop grande sympathie envers la cause socialiste, à l'image de la théologie de la libération en plein essor.
La conséquence la plus directe du coup d'état 1954 est l'avènement d'une période de guerre civile qui dure jusque dans les années 1990, entre un gouvernement conservateur et autoritaire et des guérillas de gauche, dont l'armée de guérilla des pauvres, qui regroupe jusqu'à 270 000 sympathisants. Cette guerre s'accompagne d'exactions contre les civils dans les deux camps, même si plus de 90 % sont commises par le gouvernement, soutenu par les Américains. Cette violence s'est particulièrement dirigée contre les populations indigènes dans les années 1980, sous Efraín Ríos Montt et Fernando Romeo Lucas García, au point de parler de génocide à l'égard des Mayas.
Bien d'autres violations des droits de l'homme interviennent sur cette période, dont des massacres, des viols, des bombardements aériens et des disparitions. Gleijeses dit du pays qu'il est gouverné par la peur, détenant le record de violations des droits humains en Amérique latine. La stratégie contre-insurrectionnelle du gouvernement, empreinte de violence, explique largement cette situation puisqu'elle est motivée par un fort sentiment anticommuniste. Le conflit se termine en 1996 par un accord de paix, incluant une amnistie commune. Au total, il aurait fait aux environs de 200 000 morts.

## Commentaire
Noam Chomsky commentait ainsi l'intervention américaine dans une conférence prononcée en 1985 : 

« […] nous nous sommes arrangés pour interrompre, en 1954, une expérience démocratique. Il s'agissait pourtant d'un régime réformiste, capitaliste et démocratique, du type new deal, que notre intervention a permis d'éliminer, laissant à sa place un véritable enfer sur terre, probablement le régime de la période contemporaine le plus proche de l'Allemagne nazie. »

### Images, filmographie
- (en) « The 1954 CIA coup in Guatemala »
- Guatemala 1954, documentaire diffusé le 28 octobre 2003 sur Arte
- Nicole Dumais et Jacques Languirand, Le Coup d'État au Guatemala en 1954, repere.tv, 2011